# No one but you
"No one but you" is een hit van de zangeres B-Yentl. Ten tijde van uitkomst van de plaat was het de op een na langstgenoteerde single ooit in de Nederlandse Single Top 100. Met 67 weken verbeterde "No one but you" het destijdse record van 64 weken van de "Kabouterdans" van Kabouter Plop. Op 22 oktober 2008 kwam het binnen in de Single Top 100, maar een week later was het al uit de lijst verdwenen. Op 6 december 2008 kwam het opnieuw binnen. Tot en met 6 maart 2010 zou het nummer in de hitlijst blijven, met als hoogste notering nummer 8. "No one but you" is bekroond met een gouden, platina en dubbelplatina plaat. In totaal verkocht het meer dan 40.000 exemplaren (singles en downloads). Het record van langste plaat in de Single Top 100 werd na deze plaat gebroken in oktober 2010 door I gotta feeling van The Black Eyed Peas. In de Top 40 heeft "No one but you" nooit gestaan.

## Hitnotering

### NederlandseSingle Top 100
| Hitnotering: (week 1): 22-11-2008 Hitnotering: (week 2 t/m 67): 06-12-2008 t/m 06-03-2010 | Hitnotering: (week 1): 22-11-2008 Hitnotering: (week 2 t/m 67): 06-12-2008 t/m 06-03-2010 | Hitnotering: (week 1): 22-11-2008 Hitnotering: (week 2 t/m 67): 06-12-2008 t/m 06-03-2010 | Hitnotering: (week 1): 22-11-2008 Hitnotering: (week 2 t/m 67): 06-12-2008 t/m 06-03-2010 | Hitnotering: (week 1): 22-11-2008 Hitnotering: (week 2 t/m 67): 06-12-2008 t/m 06-03-2010 | Hitnotering: (week 1): 22-11-2008 Hitnotering: (week 2 t/m 67): 06-12-2008 t/m 06-03-2010 | Hitnotering: (week 1): 22-11-2008 Hitnotering: (week 2 t/m 67): 06-12-2008 t/m 06-03-2010 | Hitnotering: (week 1): 22-11-2008 Hitnotering: (week 2 t/m 67): 06-12-2008 t/m 06-03-2010 | Hitnotering: (week 1): 22-11-2008 Hitnotering: (week 2 t/m 67): 06-12-2008 t/m 06-03-2010 | Hitnotering: (week 1): 22-11-2008 Hitnotering: (week 2 t/m 67): 06-12-2008 t/m 06-03-2010 | Hitnotering: (week 1): 22-11-2008 Hitnotering: (week 2 t/m 67): 06-12-2008 t/m 06-03-2010 | Hitnotering: (week 1): 22-11-2008 Hitnotering: (week 2 t/m 67): 06-12-2008 t/m 06-03-2010 | Hitnotering: (week 1): 22-11-2008 Hitnotering: (week 2 t/m 67): 06-12-2008 t/m 06-03-2010 | Hitnotering: (week 1): 22-11-2008 Hitnotering: (week 2 t/m 67): 06-12-2008 t/m 06-03-2010 | Hitnotering: (week 1): 22-11-2008 Hitnotering: (week 2 t/m 67): 06-12-2008 t/m 06-03-2010 | Hitnotering: (week 1): 22-11-2008 Hitnotering: (week 2 t/m 67): 06-12-2008 t/m 06-03-2010 | Hitnotering: (week 1): 22-11-2008 Hitnotering: (week 2 t/m 67): 06-12-2008 t/m 06-03-2010 | Hitnotering: (week 1): 22-11-2008 Hitnotering: (week 2 t/m 67): 06-12-2008 t/m 06-03-2010 | Hitnotering: (week 1): 22-11-2008 Hitnotering: (week 2 t/m 67): 06-12-2008 t/m 06-03-2010 | Hitnotering: (week 1): 22-11-2008 Hitnotering: (week 2 t/m 67): 06-12-2008 t/m 06-03-2010 | Hitnotering: (week 1): 22-11-2008 Hitnotering: (week 2 t/m 67): 06-12-2008 t/m 06-03-2010 | Hitnotering: (week 1): 22-11-2008 Hitnotering: (week 2 t/m 67): 06-12-2008 t/m 06-03-2010 | Hitnotering: (week 1): 22-11-2008 Hitnotering: (week 2 t/m 67): 06-12-2008 t/m 06-03-2010 | Hitnotering: (week 1): 22-11-2008 Hitnotering: (week 2 t/m 67): 06-12-2008 t/m 06-03-2010 |
| Week                                                                                      | 1                                                                                         |                                                                                           | 2                                                                                         | 3                                                                                         | 4                                                                                         | 5                                                                                         | 6                                                                                         | 7                                                                                         | 8                                                                                         | 9                                                                                         | 10                                                                                        | 11                                                                                        | 12                                                                                        | 13                                                                                        | 14                                                                                        | 15                                                                                        | 16                                                                                        | 17                                                                                        | 18                                                                                        | 19                                                                                        | 20                                                                                        | 21                                                                                        | 22                                                                                        |
| ----------------------------------------------------------------------------------------- | ----------------------------------------------------------------------------------------- | ----------------------------------------------------------------------------------------- | ----------------------------------------------------------------------------------------- | ----------------------------------------------------------------------------------------- | ----------------------------------------------------------------------------------------- | ----------------------------------------------------------------------------------------- | ----------------------------------------------------------------------------------------- | ----------------------------------------------------------------------------------------- | ----------------------------------------------------------------------------------------- | ----------------------------------------------------------------------------------------- | ----------------------------------------------------------------------------------------- | ----------------------------------------------------------------------------------------- | ----------------------------------------------------------------------------------------- | ----------------------------------------------------------------------------------------- | ----------------------------------------------------------------------------------------- | ----------------------------------------------------------------------------------------- | ----------------------------------------------------------------------------------------- | ----------------------------------------------------------------------------------------- | ----------------------------------------------------------------------------------------- | ----------------------------------------------------------------------------------------- | ----------------------------------------------------------------------------------------- | ----------------------------------------------------------------------------------------- | ----------------------------------------------------------------------------------------- |
| Positie                                                                                   | 71                                                                                        | uit                                                                                       | 43                                                                                        | 27                                                                                        | 17                                                                                        | 14                                                                                        | 17                                                                                        | 8                                                                                         | 13                                                                                        | 19                                                                                        | 11                                                                                        | 8                                                                                         | 10                                                                                        | 18                                                                                        | 17                                                                                        | 28                                                                                        | 28                                                                                        | 33                                                                                        | 51                                                                                        | 31                                                                                        | 52                                                                                        | 31                                                                                        | 24                                                                                        |
| Week                                                                                      | 23                                                                                        | 24                                                                                        | 25                                                                                        | 26                                                                                        | 27                                                                                        | 28                                                                                        | 29                                                                                        | 30                                                                                        | 31                                                                                        | 32                                                                                        | 33                                                                                        | 34                                                                                        | 35                                                                                        | 36                                                                                        | 37                                                                                        | 38                                                                                        | 39                                                                                        | 40                                                                                        | 41                                                                                        | 42                                                                                        | 43                                                                                        | 44                                                                                        | 45                                                                                        |
| Positie                                                                                   | 20                                                                                        | 23                                                                                        | 24                                                                                        | 24                                                                                        | 23                                                                                        | 23                                                                                        | 22                                                                                        | 22                                                                                        | 31                                                                                        | 39                                                                                        | 60                                                                                        | 68                                                                                        | 23                                                                                        | 29                                                                                        | 29                                                                                        | 38                                                                                        | 48                                                                                        | 37                                                                                        | 29                                                                                        | 49                                                                                        | 41                                                                                        | 45                                                                                        | 41                                                                                        |
| Week                                                                                      | 46                                                                                        | 47                                                                                        | 48                                                                                        | 49                                                                                        | 50                                                                                        | 51                                                                                        | 52                                                                                        | 53                                                                                        | 54                                                                                        | 55                                                                                        | 56                                                                                        | 57                                                                                        | 58                                                                                        | 59                                                                                        | 60                                                                                        | 61                                                                                        | 62                                                                                        | 63                                                                                        | 64                                                                                        | 65                                                                                        | 66                                                                                        | 67                                                                                        |                                                                                           |
| Positie                                                                                   | 41                                                                                        | 19                                                                                        | 34                                                                                        | 30                                                                                        | 32                                                                                        | 25                                                                                        | 35                                                                                        | 37                                                                                        | 33                                                                                        | 34                                                                                        | 25                                                                                        | 23                                                                                        | 24                                                                                        | 25                                                                                        | 32                                                                                        | 27                                                                                        | 43                                                                                        | 24                                                                                        | 29                                                                                        | 37                                                                                        | 24                                                                                        | 58                                                                                        | uit                                                                                       |

## Videoclip
- Videoclip op YouTube.